# Josh Wolff
Joshua David Wolff (Stone Mountain, Georgia, 1977. február 25. –) amerikai válogatott labdarúgó, edző.

## Sikerek

### Klub
- Chicago Fire
  - Lamar Hunt U.S. Open Cup: 1998, 2000
  - MLS: 1998 (MLS-bajnok)
  - Western Conference (MLS): 1998
- Sporting Kansas
  - Lamar Hunt U.S. Open Cup: 2004
  - Western Conference (MLS): 2004

### Válogatott
- USA
  - CONCACAF-aranykupa: 2002, 2005